# Giuseppe Isnardi
Giuseppe Isnardi (Sanremo, 13 agosto 1886 – Roma, 7 giugno 1965) è stato uno storico, geografo, educatore e meridionalista italiano.
Prese parte alla lotta contro l'analfabetismo nell'Italia meridionale, in collaborazione con l'Associazione nazionale per gli interessi del Mezzogiorno d'Italia, e fu autori di numerosi studi storico-geografici, incentrati principalmente sulla Calabria. Scrisse articoli sulla geografia calabra per conto dell'Enciclopedia Treccani.

## Biografia
Laureatosi in lettere all'Università degli Studi di Torino nel 1907, si trasferì a Catanzaro nel 1912 per insegnare al ginnasio, iniziando a interessarsi allo studio della questione meridionale. Per conto dell'Associazione nazionale per gli interessi del Mezzogiorno d'Italia (ANIMI), divenne dirigente di tutte le scuole gestite dall'ente in Calabria dal 1921 al 1928. Continuò poi l'attività di insegnante a Grosseto, presso il liceo classico "Carducci-Ricasoli", dal 1928 al 1934, e poi a Pisa, fino al 1951.
Stabilitosi a Roma, riprese il suo ruolo di consulente didattico per l'ANIMI e fu anche co-direttore della rivista Archivio Storico per la Calabria e la Lucania insieme a Umberto Zanotti Bianco. Dal 1963 al 1965, anno della sua morte, fu direttore della biblioteca di studi meridionali "Giustino Fortunato".